# James Sowerby
James Sowerby (n. 21 martie 1757, Londra – d. 25 octombrie 1822, Lambeth, Londra) a fost un naturalist, botanist, micolog, mineralog, zoolog, dar in primul rând un faimos gravor, pictor și ilustrator englez. Abrevierea numelui său în cărți științifice este Sowerby.

## Origini și familie
Vechia familie Sowerby provine din comitatul englez Yorkshire. James a fost nepotul lui Richard Sowerby (1653-1713), fiul sculptorului John Sowerby (1718-1760) și al nevestei lui Arabella Goodreed (1725-1728). El s-a căsătorit în 1786 cu Anne Brettingham De Carle (1764-1815), sora comilitonului său. Soții s-au mutat într-o casă daruită de tatăl miresei la Lambeth și au avut 9 copii, între ei pe James De Carle Sowerby (1787-1871), George Brettingham Sowerby I (1788-1854) și Charles Edward Sowerby (1795-1842), cu toții naturaliști și ilustratori. Un nepot, tot James cu prenume (1815-1834), a fost, deci decedat timpuriu, un micolog destul de cunoscut. După moartea primei soții, James s-a căsătorit în decembrie 1820 cu Mary Catherine Reynolds (1769-1847), fiica  amiralului (1786) și guvernatorului  regal al Provinciei Georgia (1754-1757) John Reynolds (1713-1788).

## Biografie

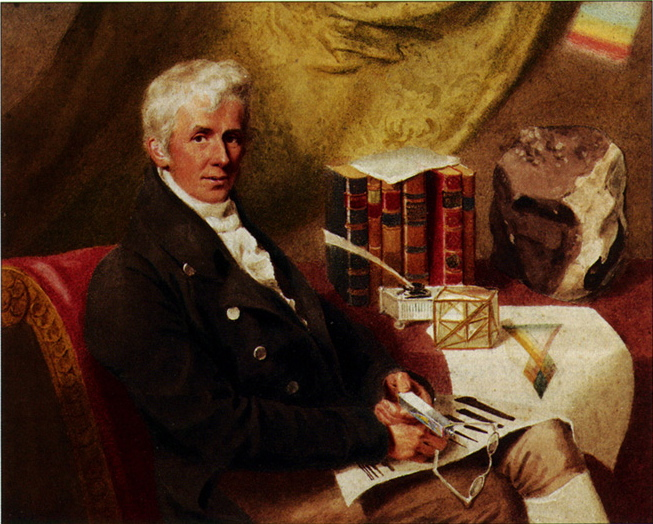
James Sowerby 1816

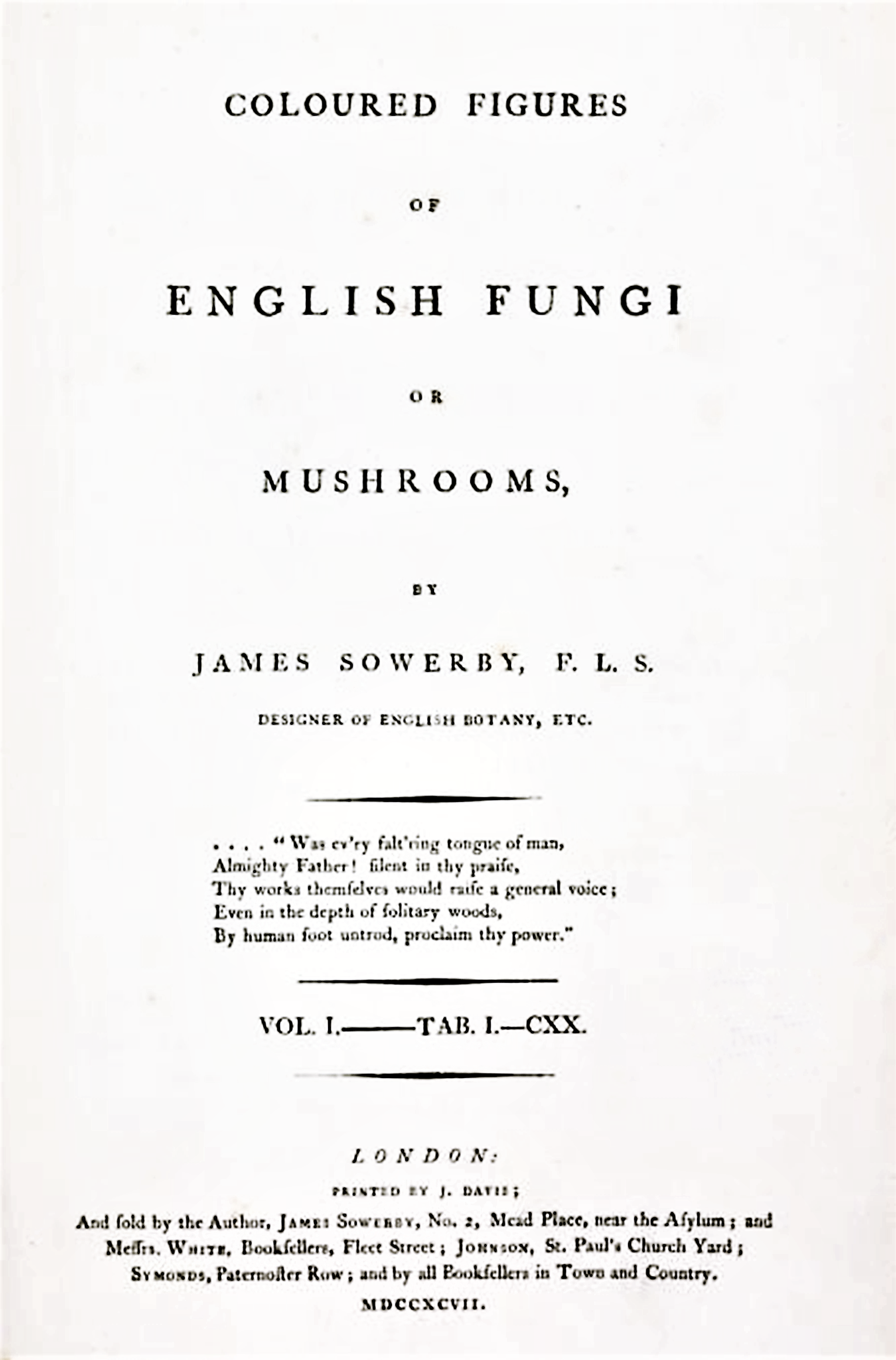
Coloured Figures of English Mushrooms

Sowerby a fost deja la vârsta de 3 ani orfan de tată, familia fiind într-o situație financiară rea. De acea nu a putut să urmeze o școală superioară și a intrat în 1771, cu 14 ani, ca ucenic în atelierul pictorului de marină Richard Wright, iar după moartea acestuia s-a alăturat lui William Hodges. Datorită talentului său a fost primit pe 1 decembrie 1777 la Royal Academy of Arts (Academia Regală de Arte) din Londra pentru a studia arta cu accent pe pictura în miniatură. A început cu studii despre flori sălbatice și plante pentru a le include în portretele sale. Văzând competența lui extraordinară, faimosul savant William Curtis, l-a angajat imediat ca ilustrator pentru marea s-a operă Flora Londinensis. Pentru ea, Sowerby a colorat multe plăci de mână și a produs un număr mai mare de gravuri originale de cupru. Mai departe a contribuit cu 56 de ilustrații în edițiile timpurii ale jurnalului Curtis's Botanical Magazine. Curtis l-a învățat de asemenea cum să descrie cel mai bine plante și stadiile lor de înflorire. Prin colaborarea cu Curtis, Sowerby a căpătat acces la lumea savanților făcând cunoștință cu botaniștii Charles Louis L'Héritier de Brutelle (1746-1800) și William Withering (1741-1799) pentru cei a lucrat mai târziu. Prin colegul său de universitate Robert de Carle din Norwich (viitorul cumnat) a intrat în contact și cu alți oameni de știință ca de exemplu James Edward Smith (1759-1828) și Dawson Turner (1775-1858). Această întâlnire cu Smith a făcut posibilă marea operă de botanică English Botany or Coloured Figures of British Plants în 36 de volume (1790-1814) cu 2592 de imagini. Deci Smith a completat textele anonim, ea este cunoscută sub numele Sowerby’s Botany. Prin descrierile precise și ilustrațiile frumoase lucrarea a devenit foarte apreciată, fiind astfel republicată în mod frecvent.
A doua publicație foarte importantă a lui James Sowerby a fost opera despre macologia mineralä din Marea Britanie Mineral Conchology of Great Britain, or Coloured Figures and Descriptions of those Remains of Testaceous Animals, or Shells which have been Preserved at Various Times, and Depths in the Earth, în 7 volume cu 650 de plăci colorate si descrise, editată peste o perioadă de 34 de ani (1812-1846, părțile finale fiind scrise și ilustrate de fiii lui James de Carle, cu ajutorul lui George Brettingham). Ea este de fapt o lucrare a paleontologiei nevertebrate (un termen care încă nu intrase în folosință în zilele lui Sowerby), în care au fost înregistrate pentru prima dată multe fosile index găsite în Anglia.
Pe lângă publicațiile lui despre minerale (550 de ilustrații), sunt de amintit de cele patru cărți despre ciuperci cu descrieri și 440 ilustrații colorate (Coloured figures of English Fungi or mushrooms), publicate între 1797 și 1815. Acolo a descris 440 de specii, unele chiar fiind denumite precum taxate pentru prima oară, de exemplu Clitocybe dealbata (pâlnioara de fildeș) ca Agaricus dealbatus (II/1799), Amanita virosa (buretele tomnatic) ca Agaricus virosus (III/1809), Inocybe geophylla ca Agaricus geophyllus, Morchella semilibera (zbârciogul semiliber) independent de alții ca Helvella hybrida (II/1799), Panaeolus semiovatus (oulö pestriț) sau redenumite ca Morchella esculenta (zbârciogul galben) ca Helvella esculenta (I/1797).
James Sowerby s-a dezvoltat succesiv începând modest, pentru a deveni unul din cei mai remarcabili și prolifici naturaliști ai timpului său. Prin abilitățile sale remarcabile artistice și entuziasmul pentru toată istoria naturală a devenit indispensabil pentru rețeaua principală de oameni de știință și colecționari. Foarte important este faptul, că desenele și gravurile lui rafinate sunt atât de frumoase cât și taxonomic exacte. El a îmbunătățit considerabil înțelegerea noastră a plantelor precum și cea a ciupercilor, mineralelor, meteoriților, fosilelor și animalelor. Specii noi au fost descrise de el, experimente despre lumina si culoare au fost făcute, societăți științifice au fost susținute și muzeul lui a fost înființat. Nimeni altcineva a atins performanțele sale. El a fost un patriarh al unei linii lungi de istorici naturali și a lăsat o moștenire durabilă și de neprețuit mult utilizată și apreciată până în prezent.

## Onoruri (selecție)
- Memebru al Linnean Society of London
- Membru de onoare al Akademie der Wissenschaften zu Göttingen
- În onoarea lui au fost denumite o specie de plante, Sowerbaea din familia Asparagaceae și una din familia balenelor (Ziphiidae) descoperită și denumită de el Mesoplodon bidens (Sowerby's beaked whale).

## Publicații (selecție)
- A Botanical Drawing-Book, Londra 1788
- Flora luxurians, or The florist's delightFlora luxurians, Londra 1789-1791
- Coloured figures of English Fungi or mushrooms, 4 volume, 440 de ilustrații, Editura J. Davis, Londra 1797-1815
- The British miscellany, or, Coloured figures of new, rare, or little known animal subjects, 2 volume, Editura R. Taylor & Co., Londra 1806
- English botany or coloured figures of British plants (împreună cu James Edward Smith), 36 volume, 2592 de ilustrații, Editura J. Davis, Londra 1790-1814 Volumul 3
- British Miscellany, or coloured Figures of new rare or little known Animal Subjects, 2 volume, 56 de plăci, Londra 1804-1806
- Mineral conchology of Great Britain, 7 volume cu 650 de plăci colorate, Editura Benjamin Meredith, Londra 1812-1846 (finalizat postum de James de Carle și George Brettingham)
- British Mineralogy: Or Coloured figures intended to elucidate the mineralogy of Great Britain, 550 de ilustrații, Editura R. Taylor & Co., Londra 1802-1817
- A New Elucidation of Colours, Original Prismatic and Material etc., Editura Richard Taylor & Co, Londra 1809
- Exotic Mineralogy: Or Coloured Figures of Foreign Minerals supliment pentru British Mineralogy, Editura R. Taylor & Co., Londra 1811

## Mică galerie de ilustrații

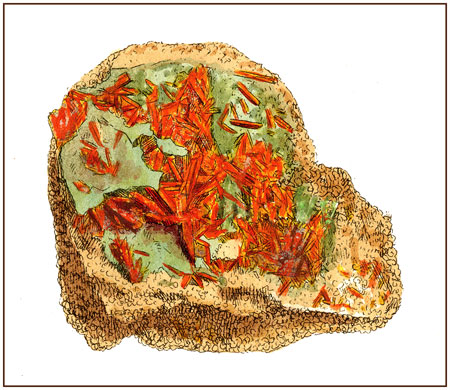
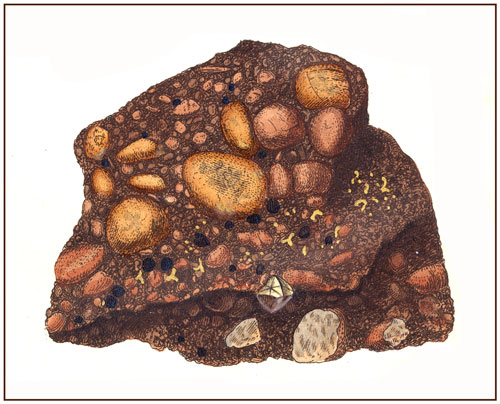
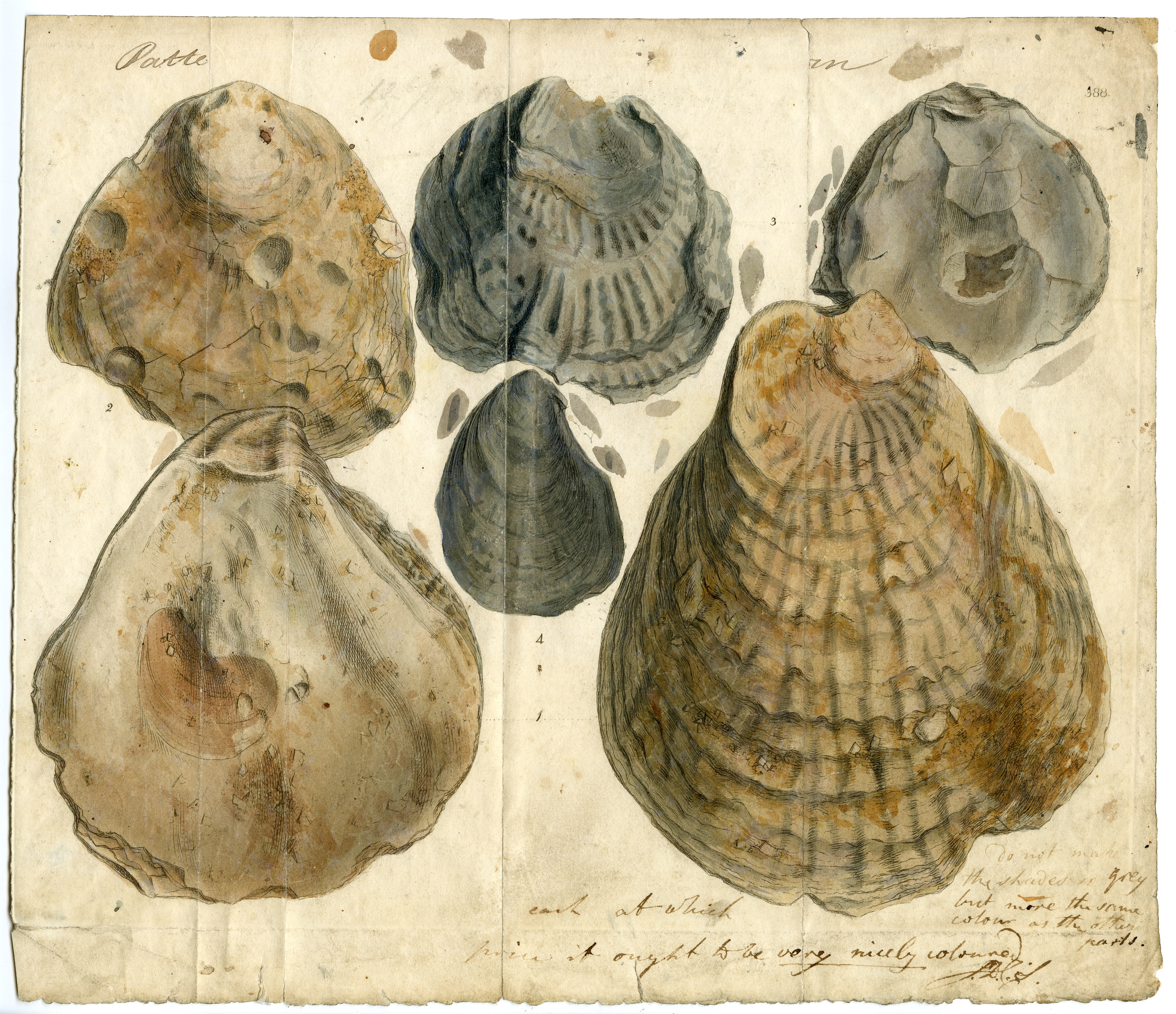
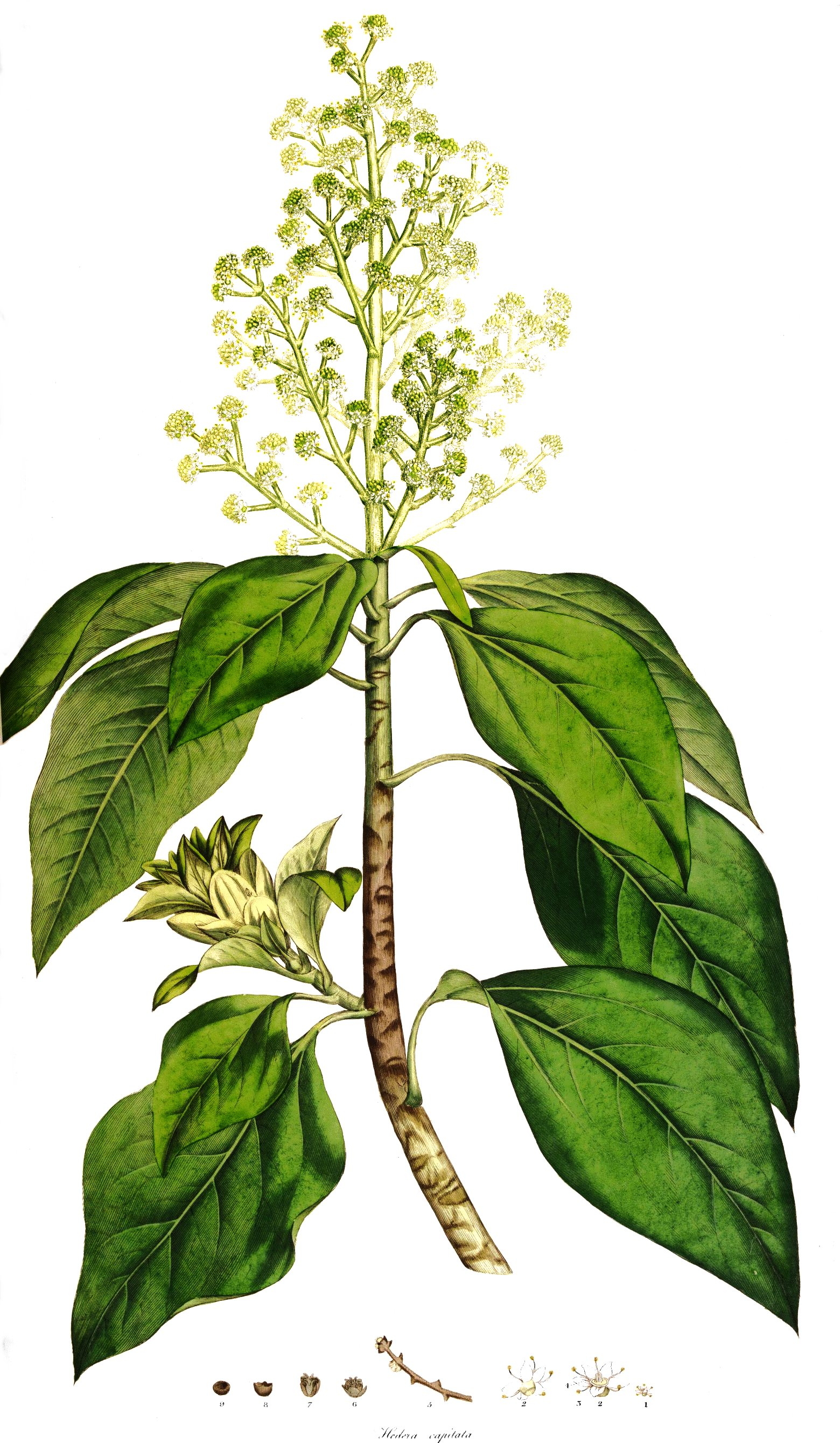
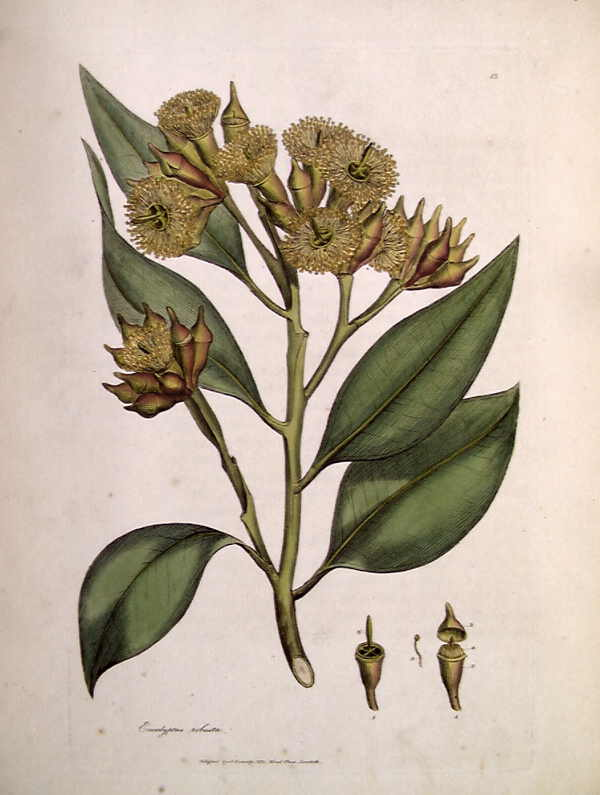
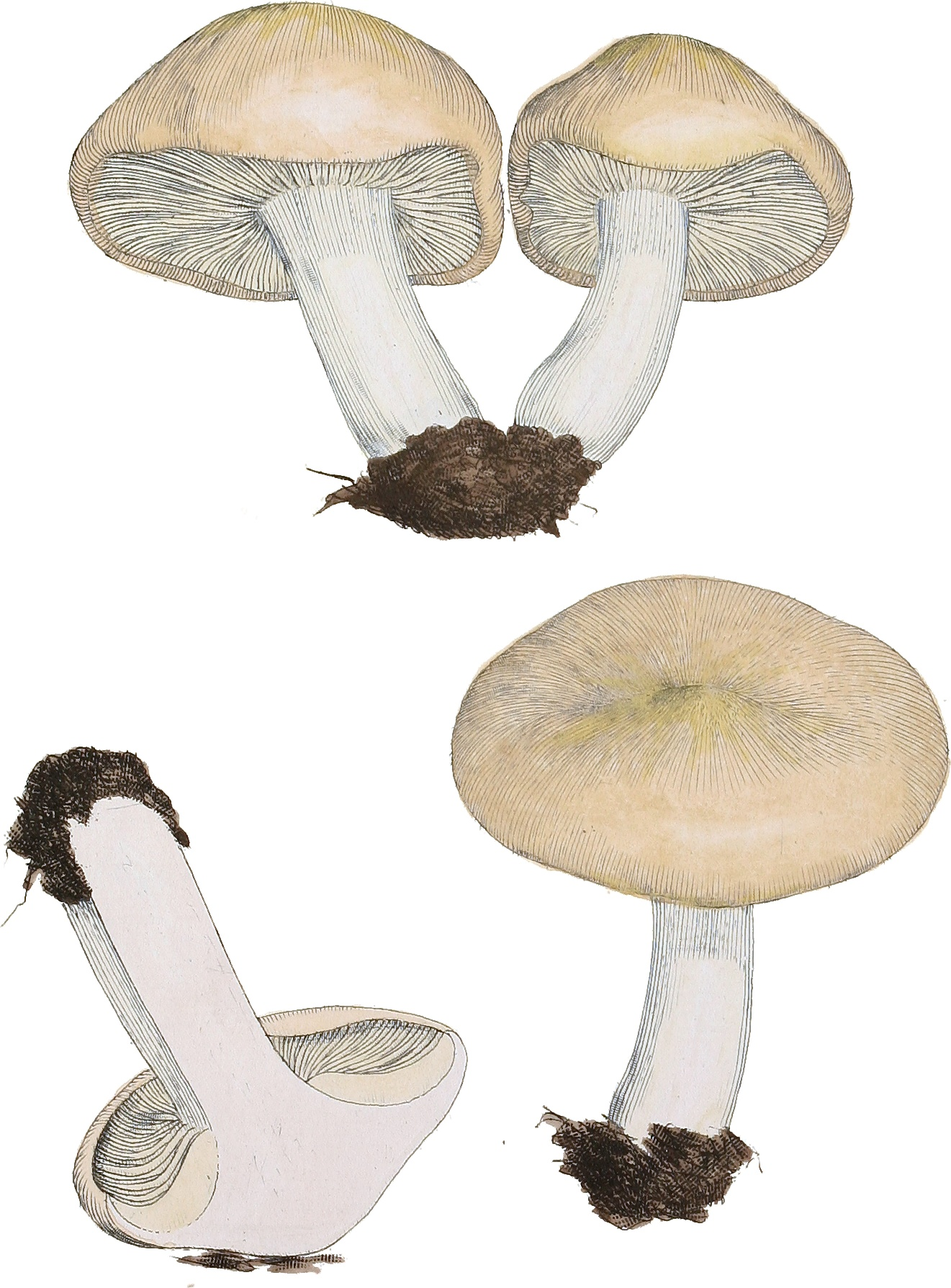
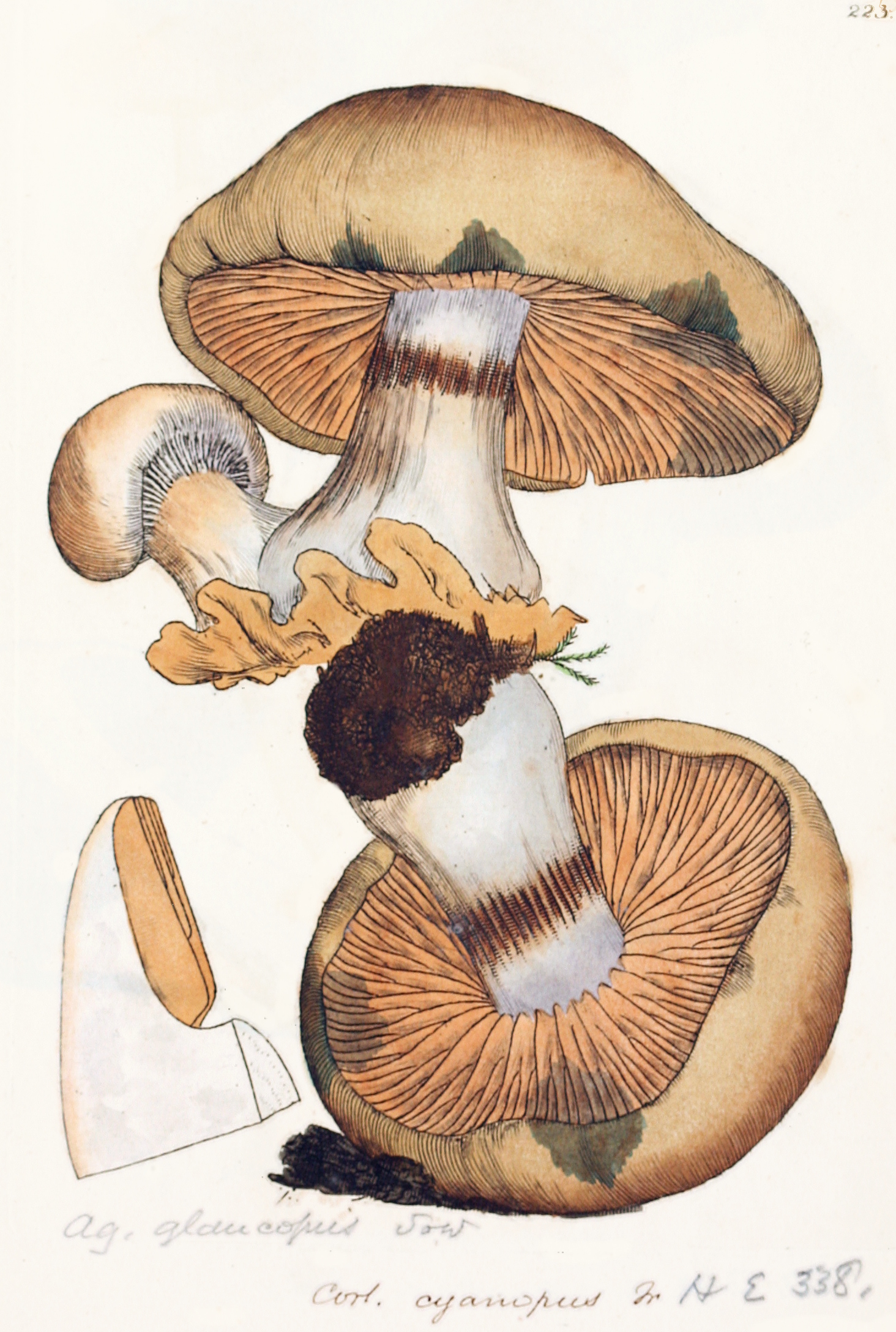
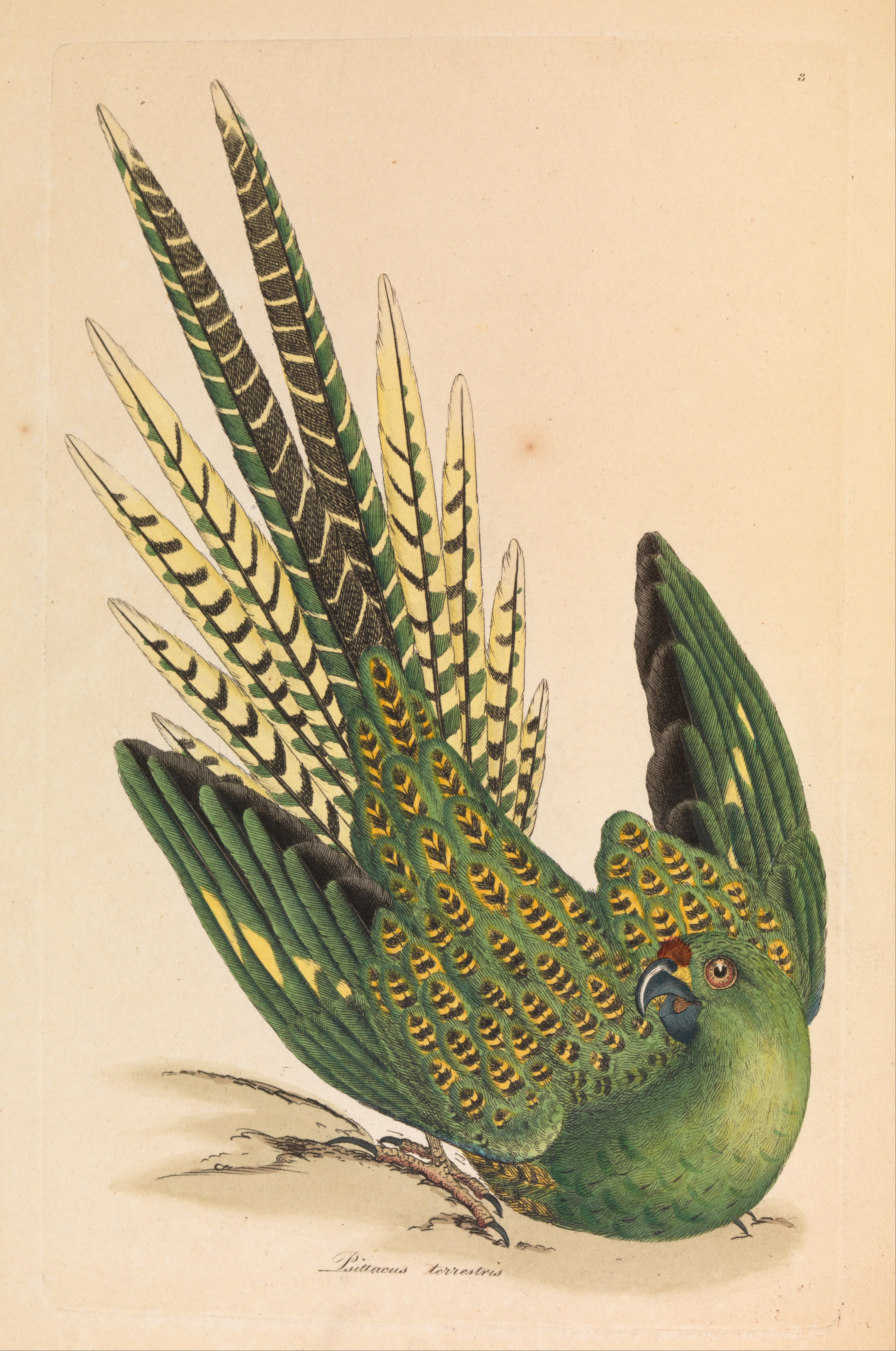
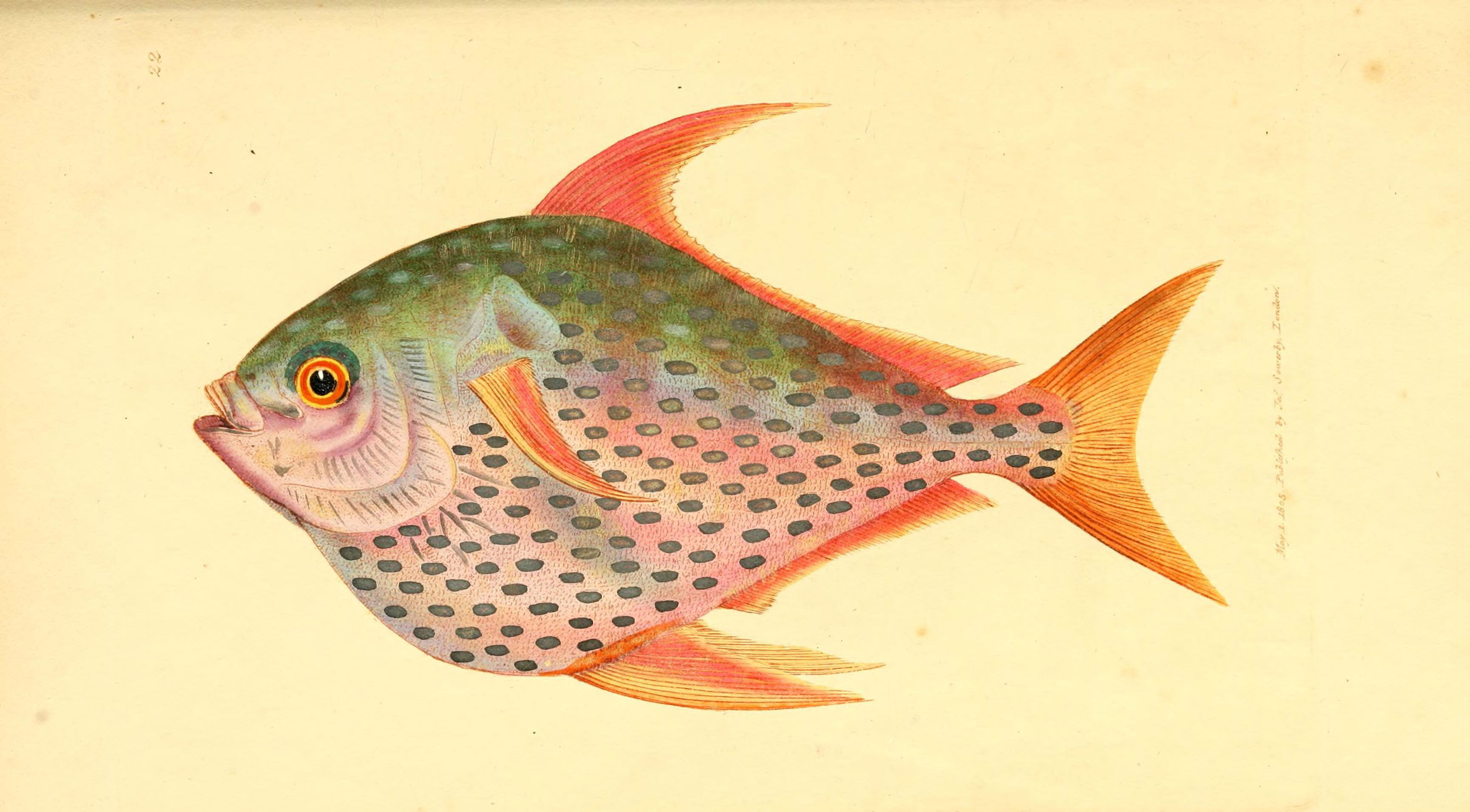
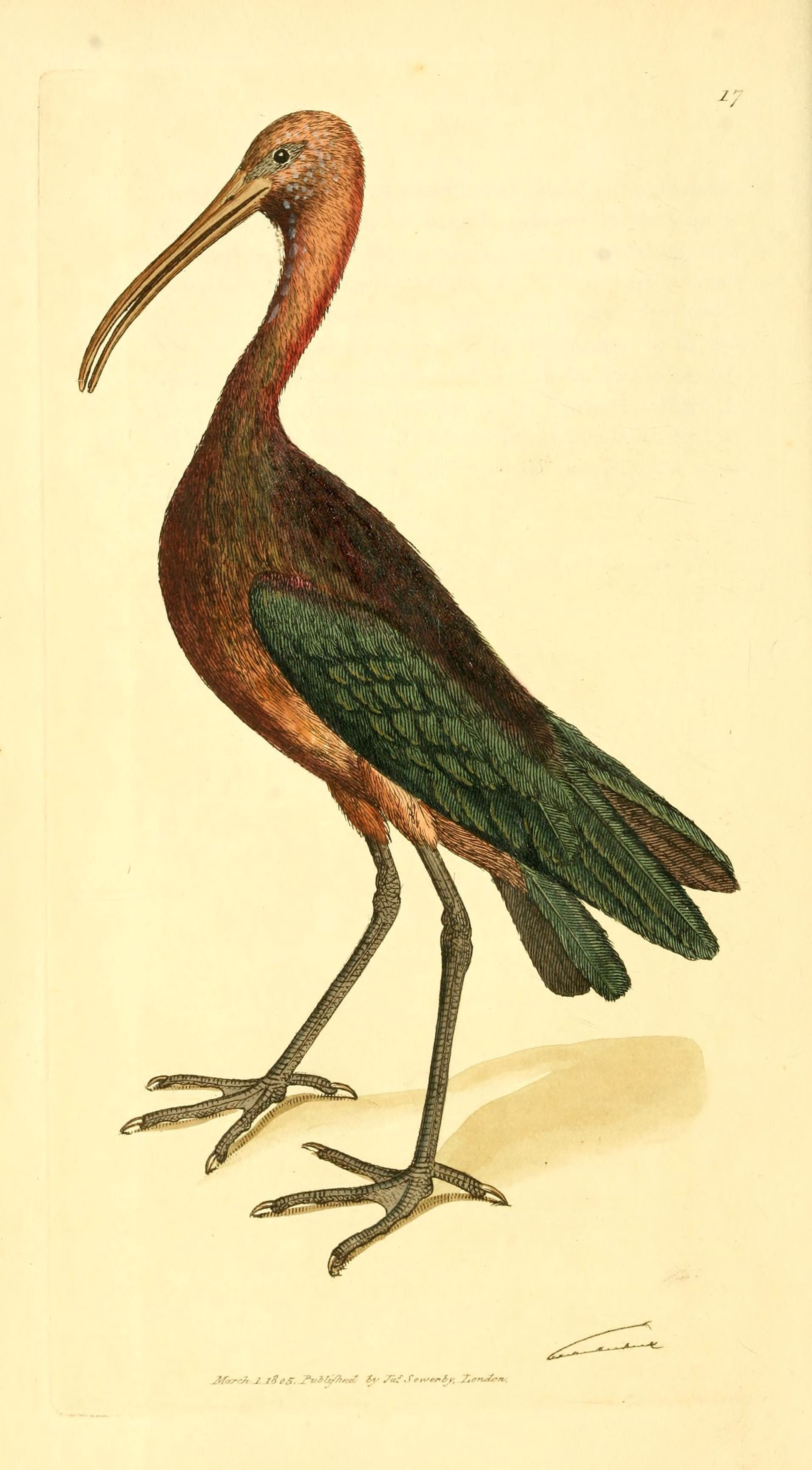